# Marco Pottino
Marco Pottino (Pordenone, 11 aprile 1974) è un politico italiano.

## Attività politica
Nel 1997 viene eletto al Parlamento del Nord nella lista Padania Liberale e Libertaria.
Dal 2004 al 2006 è Assessore provinciale alla sicurezza della Provincia di Pordenone.
Nel 2005 subentra a Fulvio Follegot come segretario della Lega Nord del Friuli-Venezia Giulia, carica che mantiene fino al 2007.
Il 17 gennaio 2007 il Gazzettino pubblica un servizio dedicandogli il titolo di maggiore assenteista tra gli eletti in Friuli-Venezia Giulia..
Il 16 novembre 2007 si unisce a Forza Italia. Ricandidato alle elezioni del 2008 nel Popolo della Libertà, non viene eletto. Poco dopo il gruppo parlamentare del PdL lo assume come collaboratore, un possibile ringraziamento per aver votato la sfiducia al Governo Prodi II.
Alle regionali in Friuli del 2018 è candidato con la lista di centrodestra Progetto FVG nella circoscrizione di Pordenone. Le 92 preferenze raccolte non sono però sufficienti per farlo entrare in Consiglio regionale del Friuli-Venezia Giulia.
Nel 2020 rientra in Lega Nord dalla quale esce nel 2023 di seguito al ritiro delle deleghe di vicesindaco di Roveredo in Piano al collega Luca Damiani.
Nel 2024 è candidato della lista Roveredo 2034 Cojazzi Sindaco in appoggio alla candidata sindaco Benedetta Cojazzi, ottenendo solo 23 preferenze, non sufficienti per essere eletto.